# سلاخ جلد الحيوانات

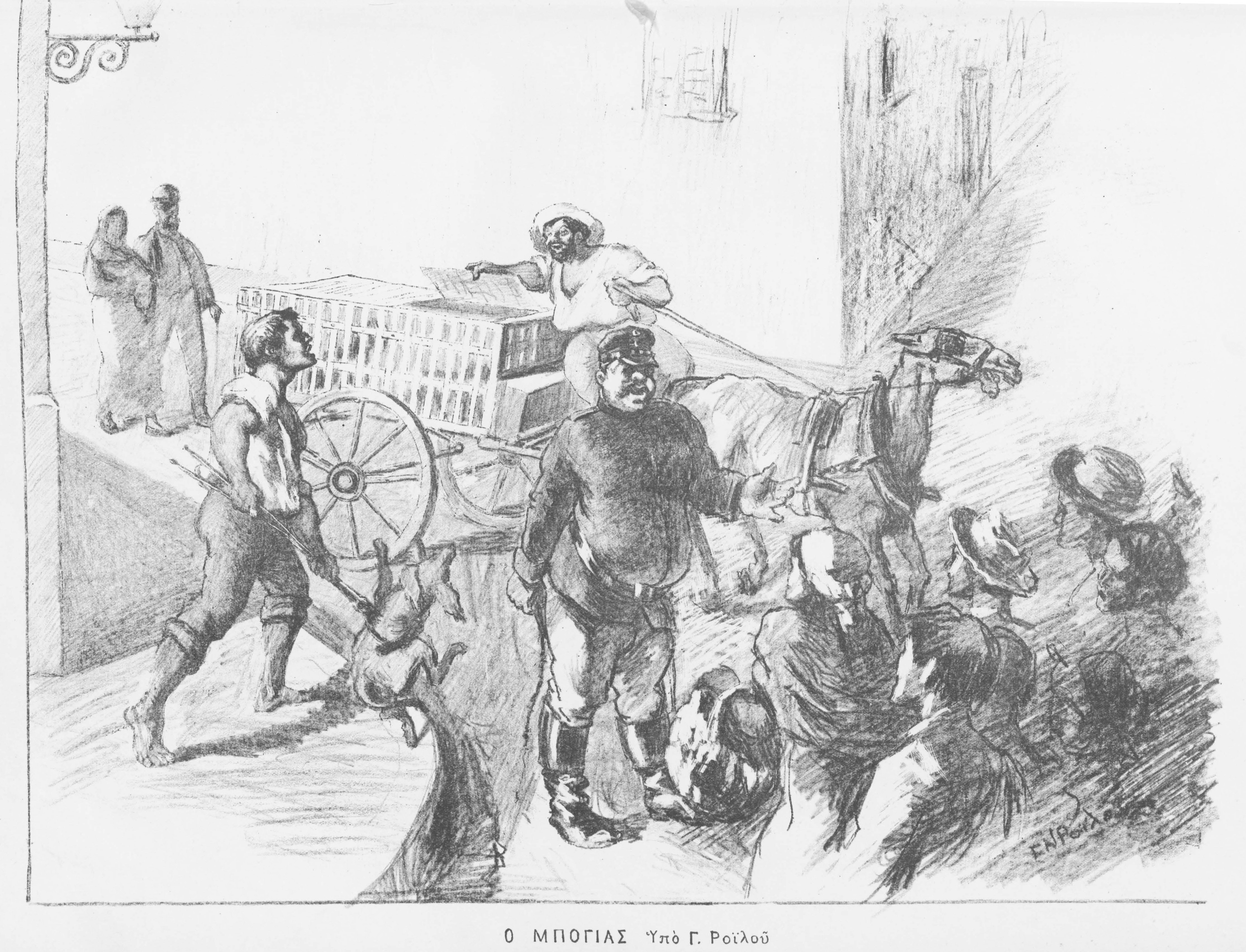

سلّاخ جلد الحيوانات هو الشخص الذي يسلخ جلد الحيوان جزء منه أو كله  مثل المواشي والاغنام والخنازير. تعود هذه المهنة وتاريخياً إلى ارتباطها بتجارة الجلد والفرو.
(سلاخ البغال) هي لفظة عامية لسائق البغالأي أنه سائق أو راعي للبغال.